# Olympische Sommerspiele 1896/Schießen – 300 m Armeegewehr
Der 300-m-Armeegewehr-Wettkampf der Männer bei den Olympischen Spielen 1896 in Athen fand am 11. und 12. April im Skopeftirion statt.
Es wurden vier Serien à 40 Schuss geschossen. Olympiasieger wurde Georgios Orfanidis aus Griechenland.

## Ergebnisse
| Rang | Athlet                 | Nation         | Punkte    | Treffer   | Serie     | Serie     | Serie     | Serie     |
| Rang | Athlet                 | Nation         | Punkte    | Treffer   | 1         | 2         | 3         | 4         |
| ---- | ---------------------- | -------------- | --------- | --------- | --------- | --------- | --------- | --------- |
| 1    | Georgios Orfanidis     | Griechenland   | 1,583     | 37        | 328       | 520       | 420       | 315       |
| 2    | Ioannis Frangoudis     | Griechenland   | 1,312     | 31        | 470       | 192       | 440       | 210       |
| 3    | Viggo Jensen           | Dänemark       | 1,305     | 31        | 392       | 423       | 280       | 210       |
| 4    | Anastasios Metaxas     | Griechenland   | 1,102     | unbekannt | unbekannt | unbekannt | unbekannt | unbekannt |
| 5    | Pantelis Karasevdas    | Griechenland   | 1,039     | unbekannt | unbekannt | unbekannt | unbekannt | unbekannt |
| 6-18 | Antelothanasis         | Griechenland   | unbekannt | unbekannt | unbekannt | unbekannt | unbekannt | unbekannt |
| 6-18 | Georgios Diamantis     | Griechenland   | unbekannt | unbekannt | unbekannt | unbekannt | unbekannt | unbekannt |
| 6-18 | Alexios Fetsis         | Griechenland   | unbekannt | unbekannt | unbekannt | unbekannt | unbekannt | unbekannt |
| 6-18 | Karakatsanis           | Griechenland   | unbekannt | unbekannt | unbekannt | unbekannt | unbekannt | unbekannt |
| 6-18 | Hatzidakis             | Griechenland   | unbekannt | unbekannt | unbekannt | unbekannt | unbekannt | unbekannt |
| 6-18 | Nikolaos Levidis       | Griechenland   | unbekannt | unbekannt | unbekannt | unbekannt | unbekannt | unbekannt |
| 6-18 | Sidney Merlin          | Großbritannien | unbekannt | unbekannt | unbekannt | unbekannt | unbekannt | unbekannt |
| 6-18 | Xenon Michailidis      | Griechenland   | unbekannt | unbekannt | unbekannt | unbekannt | unbekannt | unbekannt |
| 6-18 | Moustakopoulos         | Griechenland   | unbekannt | unbekannt | unbekannt | unbekannt | unbekannt | unbekannt |
| 6-18 | Pavlos Pavlidis        | Griechenland   | unbekannt | unbekannt | unbekannt | unbekannt | unbekannt | unbekannt |
| 6-18 | Alexandros Theofilakis | Griechenland   | unbekannt | unbekannt | unbekannt | unbekannt | unbekannt | unbekannt |
| 6-18 | Ioannis Theofilakis    | Griechenland   | unbekannt | unbekannt | unbekannt | unbekannt | unbekannt | unbekannt |
| 6-18 | Nikolaos Trikoupis     | Griechenland   | unbekannt | unbekannt | unbekannt | unbekannt | unbekannt | unbekannt |
|      | Leonidas Langakis      | Griechenland   | DNF       | DNF       | DNF       | DNF       | DNF       | DNF       |
|      | Ioannis Vourakis       | Griechenland   | DNF       | DNF       | DNF       | DNF       | DNF       | DNF       |